# جيف باكا
جيف باكا (بالإنجليزية: Jeff Baca)‏ هو لاعب كرة قدم أمريكية أمريكي، ولد في 10 يناير 1990 في ميسيون فيجو في الولايات المتحدة.

## وصلات خارجية
- جيف باكا على موقع مرجع كرة القدم المحترفة.كوم (الإنجليزية)